# Abbewier
Abbewier (Fries: Jewier) is een buurtschap annex gehucht in de gemeente Noardeast-Fryslân in de Nederlandse provincie Friesland.

## Geografie
Abbewier ligt tussen Anjum en Oostmahorn. De bebouwing is gelegen rond de Healbeamswei (Halfboomsweg) en de Grienewei (Groeneweg) en bestaat uit ongeveer een tiental huizen die gegroepeerd bij elkaar liggen. Het gehucht kreeg in 1993 een plaatsnaamborden. Ten zuiden van Abbewier, richting de buurtschap Stiem ligt aardgaslocatie De Raskes/Anjum.

## Geschiedenis
In 1511 werd de plaats vermeld als Tzijaewijer. Deze plaatsnaam duidt mogelijk op een waterweg (tia), maar waarschijnlijker is dat het wijst op een persoonsnaam die is afgeleid van het Friese woord Thiad ("volk"). De moderne Friestalige naam is afgeleid van deze naam. De Nederlandstalige naam Abbewier duidt erop dat het een voor bewoning opgeworpen hoogte (wier) was van de persoon Ab(b)e. In 1657 werd de plaats vermeld als Abewier en rond 1700 als Abbewier.
De huizen van de buurtschap liggen rond een aantal terpen, waarvan er ten westen van de Healbeamswei drie zichtbaar zijn op het bonneblad van 1929. Deze terpen en een aantal ten oosten van deze weg liggen allen op een kwelderwal en zijn deels afgegraven. 
In 1961 werden bij een illegale afgraving door een landbouwer van de terp achter Healbeamswei 4 resten van een middeleeuwse muur van een laatmiddeleeuwse stinswier aangetroffen. Het betrof de voorloper van de Heemstra- of Hiemstrastate. De stins is vermoedelijk reeds vóór 1500 omgevormd tot deze state met in 1511 een sate van 68 pondemaat. In de 17e eeuw was de state in handen van de heren van de Holdingastate van Anjum (familie Thoe Schwartzenberg en Hohenlansberg) en behoorde er 75 pondemaat bij (27,5 hectare). Op de kaart van Schotanus uit 1718 staan er twee boerderijen met de aanduiding dat het stemhebbende plaatsen waren. Op de plaats van de state werd in 1858 een kop-hals-rompboerderij gebouwd (Healbeamswei 4). Daarnaast staan er nog twee 19e-eeuwse boerderijen in de buurtschap.
Abbewier lag tot aan de gemeentelijke herindeling van 1984 in de toenmalige gemeente Oostdongeradeel. Daarna viel het tot 2019 onder de gemeente Dongeradeel, waarna deze opging in de huidige gemeente Noardeast-Fryslân.

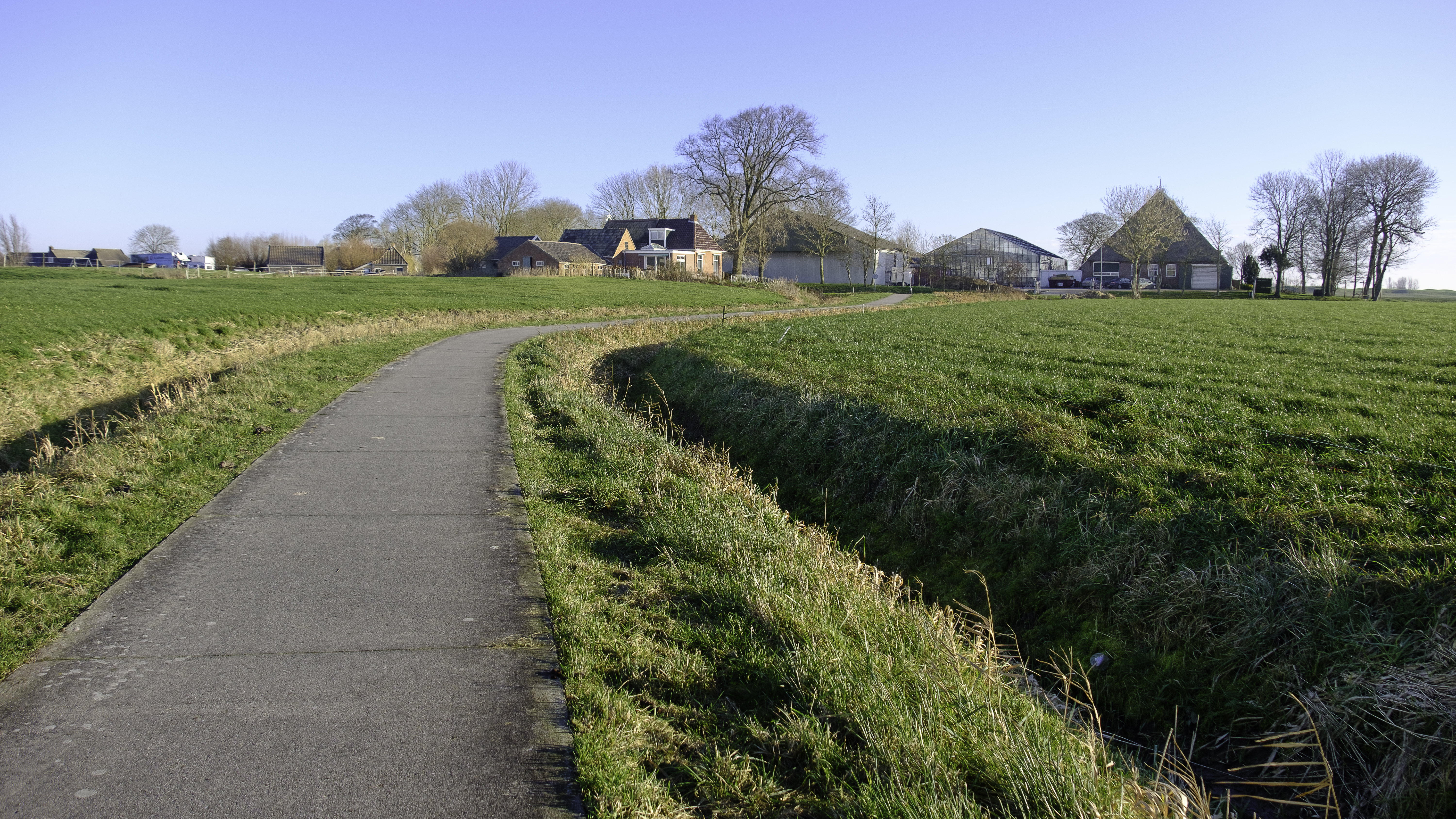
Abbewier in 2019 gezien vanuit het westen vanaf het Abbewiersterpaad

Steden, dorpen en gehuchten: Aalsum · Anjum · Augsbuurt · Birdaard · Blija · Bornwird · Brantgum · Burum · Dokkum · Ee · Engwierum · Ferwerd · Foudgum · Genum · Hallum · Hantum · Hantumeruitburen · Hantumhuizen · Hiaure · Hogebeintum · Holwerd · Janum · Jislum · Jouswier · Kollum · Kollumerpomp · Kollumerzwaag · Lichtaard · Lioessens · Marrum · Metslawier · Munnekezijl · Moddergat · Morra · Nes · Niawier · Oosternijkerk · Oostmahorn · Oostrum · Oudwoude · Paesens · Raard · Reitsum · Ternaard · Triemen · Veenklooster · Waaxens · Wanswerd · Warfstermolen · Westergeest · Wetsens · Wierum · Zwagerbosch

Buurtschappen: Abbewier · Bartlehiem (deels) · Beintemahuis · Betterwird · Bollingawier · Bonte Hond · Bornwirdhuizen · Boteburen · Brandeburen · De Dellen · De Keegen · De Kolk · De Leegte · De Rijp · De Wirden · De Schans · Dijkshorne · Dokkumer Nieuwe Zijlen · Drieboerehuizen · Ezumazijl · Groot Medhuizen · Halfweg · Hallumerhoek · Hanenburg · Hantumerhoek · Huis ter Noord · Kettingwier · Klein Medhuizen · Kletterbuurt · Kollumeroudzijl · Krabburen · Laagland · Lutkewier · Molenbuurt · Nieuwland · Oudeterp · Oudwouderzijlen · Reidswal · Scharnehuizen · Stiem · Teerd · Teijeburen · Tergracht (deels) · Ter Lune · Tibma · Tilburen · Tiltjeburen · Vaardeburen · Veldburen · Vijfhuizen (Hallum) · Vijfhuizen (Ternaard) · Visbuurt · Weerdeburen · Westerburen · Westernijkerk · Wie · Wijgeest · Zevenhuizen

Streken: 't Schoor · Galilea · It Paradyske · Lutkelaard · Sibrandahuis · Steenharst · Steenvak · Wildpad (deels) · Zandbulten · Zwagerveen

Friesland: Steden en dorpen      Nederland: Provincies · Gemeenten